# Working Girl
Working Girl (Brasil: Uma Secretária de Futuro / Portugal: Uma Mulher de Sucesso) é um filme estadunidense de 1988, dos gêneros comédia dramática e comédia romântica, dirigido por Mike Nichols e estrelado por Melanie Griffith, Harrison Ford e Sigourney Weaver. Foi escrito por Kevin Wade. O filme conta a história de uma secretária que não mede esforços para vencer no competitivo mundo da Bolsa de Valores de Nova Iorque. Tess McGill é uma mulher de origem humilde, que não é formada e nem sabe se vestir corretamente, mas cheia de ideias, que vai trabalhar num escritório que lida com o mercado de ações, como secretária de uma conceituada executiva. Quando sua chefe quebra a perna, ela ocupa seu lugar e se faz passar por uma executiva. Ao propor uma inteligente jogada financeira, Tess recebe o apoio de Jack Trainer, um grande empresário. Os dois acabam se apaixonando, mas existe um problema, ele é o namorado da sua chefe.
Muitas cenas foram filmadas na seção de New Brighton, em Staten Island, na cidade de Nova York. As cenas do lobby do prédio de Tess foram filmadas no saguão do 7 World Trade Center (um dos edifícios destruídos nos ataques de 11 de setembro). As cenas da piscina secretarial de Tess e do escritório de Katharine Parker foram filmadas em One State Street Plaza, na esquina da Whitehall com a State Street. One Chase Manhattan Plaza foi apresentado no final como o edifício das Indústrias de Trask.
O filme apresenta uma notável sequência de abertura, seguindo os passageiros de Manhattan em Staten Island Ferry, acompanhados da canção "Let the River Run", de Carly Simon, pela qual ela recebeu o Oscar de melhor canção original. O filme foi um sucesso de bilheteria, lançado em 23 de dezembro de 1988, em 1,051 cinemas e arrecadou US$4,718,485 em seu fim de semana de estreia. Continuou ganhando US$63,779,477 na América do Norte e US$39,173,635 no resto do mundo para um total mundial de US$102,953,112.
Griffith foi indicada ao Oscar de Melhor Atriz, enquanto Weaver e Joan Cusack foram indicadas ao Oscar de Melhor Atriz Coadjuvante. O filme também foi indicado ao Oscar de Melhor Filme.
Working Girl foi lançado em DVD no formato Widescreen em 17 de abril de 2001 pela 20th Century Fox. As características especiais incluíram dois trailers e três spots de TV. O filme foi lançado em Blu-ray Disc em 6 de janeiro de 2015. As características especiais do lançamento do DVD foram transportadas para o lançamento do Blu-ray.
Working Girl também foi transformada em uma série de televisão de curta duração da NBC em 1990, estrelando Sandra Bullock como Tess McGill.
Uma versão musical da Broadway está em obras a partir de 2017, com canções a serem escritas por Cyndi Lauper com as produtoras Fox Stage Productions e da Aged in Wood Productions. Para Aged in Wood, os produtores foram Robyn Goodman e Josh Fiedler. Em vez de uma companhia de produção da Working Girl, a adaptação musical foi transferida para uma produção de licença da Aged in Wood Productions desde que a Disney assumiu a propriedade da Fox Stage em 2019.

## Sinopse
Tess McGill é uma garota da classe trabalhadora de Staten Island, com um diploma de bacharel em Administração de empresas nas aulas noturnas. Ela trabalha como secretária de corretora no departamento de fusões e aquisições de Wall Street, aspirando a alcançar uma posição executiva. Enganada por seu chefe em um encontro com sua colega lasciva e cheirando a cocaína, ela se mete em encrencas usando o aparelho do escritório para insultá-lo e é designada como secretária de uma nova executiva, Katharine Parker. Aparentemente apoiadora, Katharine incentiva Tess a compartilhar ideias. Tess sugere que um cliente, a Trask Industries, invista no rádio para se firmar na mídia. Katharine ouve a ideia e diz que passará por algumas pessoas. Mais tarde, ela diz que a ideia não foi bem recebida. Quando Katharine quebra a perna esquiando na Europa, ela pede a Tess para se sentar em casa. Na casa de Katharine, Tess descobre algumas anotações da reunião, nas quais Katharine planeja passar a idéia de fusão como se fosse sua. Em casa, Tess encontra seu namorado Mick Dugan na cama com outra mulher. Desiludida, ela retorna ao apartamento de Katharine e começa sua transformação.
Tess decide usar a ausência de sua chefe e conexões, incluindo o colega executivo de Katharine, Jack Trainer, para apresentar sua própria idéia para um acordo de fusão. Ela usa o nome de Katharine para marcar uma reunião com o Trainer. Ela quer ver quem é Trainer participando de uma festa na noite anterior à reunião, usando um dos caros vestidos de estilista de Katharine. Antes da festa, quando Tess sofre um ataque de pânico, sua amiga Cynthia lhe dá um diazepam do banheiro de Katharine. Na festa, Tess sem saber conhece Jack, que é fascinado por ela. Eles tomam um par de bebidas, e o efeito combinado do diazepam e álcool a leva a acordar na manhã seguinte na cama de Jack. Ela sai antes de ele acordar e, entrando na reunião, percebe que Jack Trainer é o homem com quem ela passou a noite. De volta à "sua" secretária, ela está mortificada com a noite anterior, mas Jack entra e diz que sua ideia tem potencial. Dias depois, Tess e Jack vão ao casamento da filha de Trask e lançam seu plano. Trask está interessado e uma reunião está marcada. Quando Tess e Jack acabam na cama novamente, Tess quer explicar a verdade, mas fica quieta depois de saber que Jack está em um relacionamento com Katharine, o que ele garante que está tudo acabado.
Katharine chega em casa no dia da reunião com o Trask. Tess ouve Katharine pedindo a Jack para confirmar seu amor por ela, mas ele evita responder. Tess sai correndo, deixando a agenda, que Katharine lê. A reunião vai bem até Katharine aparecer, acusando Tess, uma "mera" secretária, de ter roubado sua ideia. Tess protesta mas sai, se desculpando. Dias depois, Tess sai da escrivaninha e depois encontra Jack, Katharine e Trask nos elevadores do saguão. Tess confronta Katharine e começa a contar a todos o seu lado da história. Katharine tenta levar o grupo embora, mas Jack diz que acredita em Tess. Quando Trask ouve um boato convincente, ele pula do elevador de fechamento, deixando Katharine ainda no elevador. Trask entra em outro elevador com Jack e Tess, onde Tess, em seguida, dá seu discurso de elevador para Trask, contando-lhe o caminho indireto em que surgiu a ideia da fusão. Quando chegam ao seu andar, Trask confronta Katharine, perguntando-lhe como ela surgiu com a ideia. Ela tropeça e recusa e não consegue explicar a origem da ideia. Katharine é demitida no local por sua fraude, e Trask oferece a Tess um emprego de "nível básico" em sua empresa.
Tess começa seu novo emprego, armada com uma lancheira preparada por Jack. Dirigida a um escritório, ela vê uma mulher ao telefone, assume que ela é sua nova chefe e senta-se no lugar das secretárias. A mulher se identifica como Alice e revela que ela é, na verdade, secretária de Tess e que Tess é a nova executiva júnior para quem trabalha. Tess insiste que elas trabalhem juntas como colegas, mostrando que ela será muito diferente de Katharine. Ela então chama Cynthia de seu escritório com vista para Manhattan para dizer que ela conseguiu o emprego dos sonhos.

## Elenco
- Melanie Griffith como Tess McGill
- Harrison Ford como Jack Trainer
- Sigourney Weaver como Katharine Parker
- Alec Baldwin como Mick Dugan
- Joan Cusack como Cynthia
- Philip Bosco como Oren Trask
- Nora Dunn como Ginny, uma colega de Katharine
- Oliver Platt como Lutz, o primeiro chefe de Tess
- James Lally como Turkel
- Kevin Spacey como Bob Speck
- Robert Easton como Armbrister
- Amy Aquino como Alice Baxter, secretária de Tess

Outros artistas notáveis que aparecem em papéis menores no filme incluem Olympia Dukakis como uma diretora de pessoal, David Duchovny como um dos amigos da festa de aniversário de Tess e Ricki Lake como uma dama de honra.

## Trilha sonora
O tema principal do filme "Let the River Run" foi escrito e interpretado pela cantora e compositora americana Carly Simon, e lhe rendeu um Óscar, um Globo de Ouro e um Grammy Award de Melhor Canção. A música alcançou o número 49 na Billboard Hot 100 e número 11 na Billboard Adult Contemporary no começo de 1989.
Os créditos do filme diziam "música de Carly Simon, de Rob Mounsey". Um álbum de trilha sonora foi lançado em 29 de agosto de 1989 pela Arista Records, e chegou ao número 45 na Billboard 200.
Lista de músicas
1. "Let the River Run" - Carly Simon
2. "In Love" (Instrumental) - Carly Simon
3. "The Man That Got Away" (Instrumental) - Rob Mounsey, George Young, Chip Jackson, Grady Tate
4. "The Scar" (Instrumental) - Carly Simon
5. "Let the River Run" - The St. Thomas Choir Of Men And Boys
6. "Lady In Red" - Chris De Burgh
7. "Carlotta's Heart" - Carly Simon
8. "Looking Through Katherine's House" - Carly Simon
9. "Poor Butterfly" (Instrumental) - Sonny Rollins
10. "I'm So Excited" - Pointer Sisters

## Prêmios e indicações
Oscar 1989 (EUA)
- Venceu na categoria de melhor canção original (Let the River Run).
- Recebeu também outras cinco indicações, nas categorias de melhor filme, melhor diretor, melhor atriz (Melanie Griffith) e melhor atriz coadjuvante (Sigourney Weaver e Joan Cusack).

Globo de Ouro 1989 (EUA)
- Venceu nas categorias de melhor filme - comédia / musical, melhor atriz - comédia / musical (Melanie Griffith), melhor atriz coadjuvante (Sigourney Weaver) e melhor canção original (Let the River Run).
- Foi ainda indicado nas categorias de melhor direção e melhor roteiro.

BAFTA 1990 (Reino Unido)
- Recebeu três indicações nas categorias de melhor atriz (Melanie Griffith), melhor atriz coadjuvante (Sigourney Weaver) e melhor trilha sonora (Carly Simon).

Grammy 1990 (EUA)
- Venceu na categoria de melhor canção composta para um filme (Let the River Run).

American Comedy Awards 1989 (EUA)
- Joan Cusack foi escolhida a atriz coadjuvante mais engraçada em cinema.